# 東京大学運動会ヨット部
東京大学運動会ヨット部（とうきょうだいがくうんどうかいヨットぶ、英:The University of Tokyo Sailing Team）は、関東学生ヨット連盟に所属する東京大学のヨット部である。
東京大学運動会ヨット部は全国の大学でも珍しい、ディンギーヨット(470・SNIPE)チームとJ/24チームの両方が存在する部活である。略称、"東大ヨット部"とも。
コーチはオリンピックセーリング競技に6回出場の経験を持つ小松一憲。

## 概観

### ディンギーチーム
本格的な活動開始当初は活動拠点が横浜にあり、当時としては珍しかった数少ない大学ヨット部の一つであった。その後、活動拠点を江の島、横浜八景島へ、そして現在の葉山に移した。
昭和の中頃までは全国でも有数の強豪校であったが、私立大学のセレクションが始まると次第に成績は低迷していき、平成初期には全日本で入賞するなど復活を遂げたが、近年は常に全日本学生ヨット選手権大会の出場権取得ラインのギリギリの所にいるため、全日本インカレ出場が目標となっている。
数年前までは慢性的な新入部員不足に悩まされていた。両クラスにすることが悲願だった冬の時代が長かったため、首脳陣の方針で部員が12人(両クラス維持に本来いるべき人数)を下回っても片クラス体制にしない珍しい大学である（逆に470クラス特化に拘る日本経済大学のような逆の意味で珍しい大学も存在する）。また、まだ全国的に歴史は浅いものの女子用のインカレに出場して活躍させたいという希望はあるものの、こちらも慢性的な女性部員の不足により困難なものになっていた。
2009年からはチームカラーの淡青のビブスを試合で着用し始めた。
2013年度以降部員数が増えてからはスナイプチーム、クルーザーチーム共に復活し、女子部員も安定して入ってきている。
近年新勧や部の雰囲気で人気を博し、東京大学の他の運動会の部活が部員の不足に悩まされる一方、ヨット部は部員数を急増させている珍しい部活となっている。

#### ディンギーチームの1年
- 4月～5月、春季関東学生ヨット選手権大会
- 6月、関東学生ヨット個人選手権大会
- 7月、全国七大学総合体育大会ヨット競技
- 9月、秋季東京六大学定期戦
- 9月～10月、秋季関東学生ヨット選手権大会
- 11月、全日本学生ヨット選手権大会
- 12月、東京大学、東北大学、横浜国立大学定期交流戦

## ディンギーチーム沿革
- 1929年、東京大學山中寮（現東京大学山中寮内藤セミナーハウス）完成。
- 1932年、東京ヨット倶楽部が発足（代表者高山忠雄・会長東竜太郎教授）。品川の船宿"かきや"を拠点とする。
- 1933年、品川で開かれた第1回全日本学生ヨット選手権大会（全日本インカレ）で第5位となる（当時はA級ディンギーのみ）。
- 1934年、東京帝国大學ヨット倶楽部として発足（会長 東竜太郎）。品川で練習を開始。大学側が、山中寮で一般学生の指導に当たることを条件にA級ディンギー3艇を購入。
- 1939年、博多湾で行われた第7回全日本インカレにおいて3位。
- 1940年、東京大學ヨット部歌「東の海」（作・眞山道晟）制定。西宮で行われた第7回全日本インカレにおいて5位。
- 1941年、横浜で行われた第9回全日本学生選手権大会（第12回明治神宮国民体育大会?）で初優勝を果たす（全日本学連の記録にはこの大会の記録が存在しない）。
- 1942年、東京帝国大學運動会の部として評議会で正式に承認される。部長が東竜太郎教授から川島武宜教授に。国内外国人より接収されたスター級の管理を大蔵省管財部より委託される。博多湾で行われた第10回全日本インカレにおいて5位。
- 1943～1945年、第二次世界大戦により全日本学生選手権大会が中止となる。
- 1946年、横浜貯木場（今の本牧近辺）の岡本造船裏でA級ディンギーの練習を再開する。滋賀県琵琶湖で行われた第1回国民体育大会ヨット競技兼第11回全日本インカレにおいて初優勝。
- 1947年、博多湾で行われた第12回全日本インカレにおいて準優勝。
- 1949年、愛知県半田市で行われた第14回全日本インカレにおいて総合4位。
- 1950年、A級ディンギーに加えてSNIPEが正式種目に。
- 1951年、部長が、川島武宜教授より加藤橘夫教授へ。宮城県松島湾で行われた第16回全日本インカレにおいて総合5位。
- 1953年、西宮で行われた第18回全日本インカレにおいて総合3位。
- 1954年、香川県高松で行われた第19回全日本インカレにおいて総合2位。
- 1955年、千葉県館山で行われた第20回全日本インカレにおいて総合3位。
- 1960年、千葉県館山で行われた第25回全日本インカレにおいて総合2位。
- 1961年、関東2部に降格。部員が練習中に心臓麻痺で急死。
- 1962年、広島宇品で行われた第27回全日本インカレにおいて総合6位。
- 1963年、関東インカレで完全優勝（A級優勝、SNIPE優勝）するも、第28回全日本インカレにおいて予選敗退。
- 1966年、活動拠点を江の島に移す。
- 1967年、部長が加藤橘夫教授から三ヶ月章教授に。
- 1968年、レスキュー艇淡青I進水。琵琶湖で行われた第33回全日本インカレにおいてA級6位、SNIPE4位。
- 1969年、学生運動により入学試験が中止になり、新入部員無し。西宮で行われた第34回全日本インカレにおいてA級5位。
- 1970年、江ノ島で行われた第35回全日本インカレにおいてSNIPE6位。
- 1972年、この年を以てインカレでのA級が廃止される。
- 1973年、インカレで470級導入。
- 1974年、レスキュー艇淡青II進水。関東インカレSNIPE優勝。
- 1977年、関東インカレ総合優勝。
- 1978年、三重県津で行われた第43回全日本インカレにおいてSNIPE6位。
- 1982年、部長が東京大学法学部の三ヶ月章教授から村上淳一教授に。
- 1984年、創立50周年イベントが盛大に行われる。
- 1985年、レスキュー艇淡青III進水。
- 1990年、江ノ島で行われた第55回全日本インカレにおいてSNIPE6位入賞。
- 1992年、レスキュー艇淡青IV進水。
- 1993年、部長が村上淳一教授から青山善充教授に。活動拠点を八景島に移す。
- 1994年、創立60周年イベントが盛大に行われる。
- 2001年、部長が青山善充教授から伊藤眞教授に。
- 2004年、レスキュー艇淡青V進水。
- 2005年、のちに北京オリンピックキャンペーンをすることになる川田貴章を中心として、470クラスで秋季関東インカレ6位入賞を果たし、江ノ島で行われた第70回全日本インカレに出場する。小宮山宏総長より東京大学総長賞受賞。
- 2007年、部長が伊藤眞教授から松下淳一教授に。部員大幅増に伴い、長い間封印されていたSNIPEクラスを完全復活させ両クラスに戻る。関東インカレ470級7位で第72回全日本インカレ全日本出場を果たす。
- 2008年、関東インカレ470級7位で第73回全日本インカレ出場、2017年まで出場圏内に届いていない。
- 2009年、創立75周年イベントが盛大に行われる。レスキュー艇淡青VI進水、レスキューボートがプレジャーボートからVSRになる。七大学戦において4年ぶりに470級優勝を果たす。ヨット部ストラップを東京大学生協にて販売開始。淡青のビブスの着用開始。
- 2011年、5年ぶりの"最上級生1人"、"女性部員0"という事態に陥る。聖心女子大学生のマネージャーの連続入部記録が"4年"で途切れる。
- 2012年、第51回全国七大学総合体育大会において2008年以来4年ぶりに総合3位入賞を果たす。
- 2014年、スナイプチームが復活し、クルーザーチームも仮の活動を開始。
- 2015年、クルーザーチームが復活。12月からコーチとして小松一憲を招聘する。
- 2016年、東北大学定期交流戦において十数年ぶりのスナイプ級優勝。
- 2017年、関東インカレ決勝にて470級8位、スナイプ級7位となり、33年ぶりの両級全日本進出を果たす。全日本インカレでは470級16位、スナイプ級15位、総合12位。
- 2018年、470級は僅差で全日本出場を逃すが、スナイプ級は全日本進出を果たす。
- 2019年、関東インカレ決勝にて470級8位、スナイプ級7位となり、2年ぶりの両級全日本進出を果たす。
- 2020年、関東インカレ決勝にて470級9位、スナイプ級11位となり、5年ぶりにどちらのクラスも全日本進出を果たせず。新型コロナウイルス感染拡大により他大学ヨット部より活動再開が遅れ、十分な練習時間が確保できなかったことが影響した。
- 2021年、470級は7位で全日本進出も、スナイプ級は11位で敗退。蒲郡における全日本インカレでは470級18位に終わる。
- 2022年、関東春季インカレにおいて、470級7位、スナイプ級5位、総合5位で29年ぶり総合入賞を果たす。7月に閖上にて3年ぶりに行われた七大学戦では、470級準優勝、スナイプ級優勝で、27年ぶりの総合準優勝。関東秋季インカレ決勝では、470級7位、スナイプ級6位、総合5位で38年ぶりの総合入賞を遂げ、琵琶湖にて開催される全日本インカレへ両クラス進出を決めた。全日本インカレでは470級17位、スナイプ級5位、総合9位で32年ぶりのスナイプ入賞となった。
- 2023年、7月に葉山にて行われた七大学戦では、470級は4位で2年連続となるスナイプ級優勝と総合準優勝となった。関東秋季インカレ決勝では、470級9位、スナイプ級準優勝、総合6位。
- 2024年、部長が松下淳一教授から	垣内秀介教授に。7月に蒲郡にて行われた七大学戦では、470級が優勝、スナイプ級3位で32年ぶりに総合優勝を果たした[1]。

## J24チーム概要
「仰秀」は1951年、運動会会長でもあった当時の総長・南原繁によって命名された。「仰秀」とは「富士山」の意味である。

## J24チーム沿革
- 1951年（昭和26年）、クルーザーの仰秀I世建造、クルーザーチームが発足。
- 1957年（昭和32年）、仰秀I世改修完了。
- 1963年（昭和38年）、仰秀I世老朽化のため乗艇禁止となる。
- 1965年（昭和40年）、仰秀I世小網代停泊中に台風により沈没する。
- 1966年（昭和41年）、仰秀II世(Wata24)進水。
- 1973年（昭和48年）、仰秀II世退役。
- 1977年（昭和52年）、仰秀III世(ブルーウォーター25)進水。
- 1986年（昭和61年）、仰秀IV世(J24)進水。
- 1992年（平成4年）、仰秀V世(J24)進水。
- 2001年（平成13年）、仰秀VI世(J24)進水。
- 2010年（平成22年）にはNHKによる冒険家白石康次郎のドキュメンタリーに現仰秀(VI世)が使用され、主将(当時)が白石康次郎を演じた。
- 2011年（平成23年）、60周年を迎えた。
- 2012年（平成24年）、仰秀60周年記念式典が行われる。3月10、11日に三河湾・日産マリーナ東海で開催される「選抜大学対抗マッチレース」に推薦枠で出場し、9校中7位。
- 2015年（平成27年）、ドイツでのJ24世界選手権に出場し、52艇中41位の成績を収める。
- 2016年（平成28年）、和歌山でのJ24世界選手権に出場し、44艇中18位の成績を収める。
- 2018年（平成30年）、葉山でのアニオルズカップ(Y30)で優勝。イタリアガルダ湖でのJ24世界選手権に出場。
- 2019年（平成31年）、葉山でのアニオルズカップ(Y30)で準優勝。
- 2021年（令和3年）、油壷でのJ24全日本選手権に出場し、第1レースをトップフィニッシュで飾ると第2レースも2位となり、好スタートを切った。社会人チームに善戦し、最終的に14艇中7位の成績を収める。
- 2022年（令和4年）、蒲郡でのアニオルズカップ(J24)で準優勝。
- 2023年（令和5年）、三河でのアニオルズカップ(J24)で準優勝。
- 2024年（令和6年）、シアトルでのJ24世界選手権に出場し、56艇中31位の成績を収める。特に第2レースでは1上をトップで回航し、6位でフィニッシュした。

## 戦績(ディンギーチーム)
近年のチームの戦績は以下のとおり。尚、チームの性質上、総合得点(両級足しあわせたもの)での記録を記さない。
| 年度   | 七大学戦成績                       | 秋東京六大学戦成績 | 関東秋インカレ成績      | 備考                             |
| ------ | ---------------------------------- | ------------------ | ----------------------- | -------------------------------- |
| 1996年 |                                    |                    | 470級 - SNIPE8位        |                                  |
| 1997年 |                                    |                    | 470級16位 SNIPE7位      | SNIPE、全日本(福岡県小戸)出場    |
| 1998年 |                                    |                    | 470級11位 SNIPE -       |                                  |
| 1999年 |                                    |                    | 470級 - SNIPE9位        |                                  |
| 2000年 |                                    |                    | 470級 - SNIPE11位       |                                  |
| 2001年 |                                    |                    | 470級10位 SNIPE8位      |                                  |
| 2002年 |                                    |                    | 470級10位 SNIPE6位      | SNIPE9年ぶり入賞、全日本出場     |
| 2003年 | 470 - SNIPE3位                     |                    | 470級9位 SNIPE14位      |                                  |
| 2004年 | 470級3位 SNIPE6位                  |                    | 470級12位 SNIPE -       |                                  |
| 2005年 | 470級優勝 SNIPE6位                 |                    | 470級6位 SNIPE -        | 470級13年ぶり入賞、全日本出場    |
| 2006年 | 470級2位 SNIPE6位                  |                    | 470級10位 SNIPE -       |                                  |
| 2007年 | 台風の為中止                       | 470級2位 SNIPE6位  | 470級7位 SNIPE予選敗退  | 470級、全日本(琵琶湖)出場        |
| 2008年 | 470級2位 SNIPE6位                  |                    | 470級7位 SNIPE12位      | 470級、全日本(西宮)出場          |
| 2009年 | 470級優勝 SNIPE5位                 |                    | 470級9位 SNIPE14位      |                                  |
| 2010年 | 470級3位 SNIPE4位                  |                    | 470級13位 SNIPE予選敗退 |                                  |
| 2011年 | 470級6位 SNIPE4位                  |                    | 470級11位 SNIPE予選敗退 |                                  |
| 2012年 | 470級3位 SNIPE3位                  |                    | 470級8位 SNIPE -        |                                  |
| 2013年 | 470級3位 SNIPE位                   |                    | 470級10位 SNIPE -       |                                  |
| 2014年 | 470級5位 SNIPE5位                  |                    | 470級11位 SNIPE予選敗退 |                                  |
| 2015年 | 470級4位 SNIPE4位                  |                    | 470級12位 SNIPE14位     |                                  |
| 2016年 | 470級3位 SNIPE5位                  |                    | 470級8位 SNIPE8位       |                                  |
| 2017年 | 470級4位 SNIPE6位                  |                    | 470級8位 SNIPE7位       | 両級、全日本(若狭)出場(33年ぶり) |
| 2018年 | 視界不良等でレース不成立           |                    | 470級9位 SNIPE8位       | SNIPE、全日本(蒲郡)出場          |
| 2019年 | 470級3位 SNIPE5位                  |                    | 470級8位 SNIPE7位       | 両級、全日本(西宮)出場           |
| 2020年 | 新型コロナウイルス感染拡大の為中止 |                    | 470級9位 SNIPE11位      | 両級、全日本(和歌山)出場ならず   |
| 2021年 | 新型コロナウイルス感染拡大の為中止 |                    | 470級7位 SNIPE11位      | 470級、全日本(蒲郡)出場          |
| 2022年 | 470級2位 SNIPE1位                  | 470級3位 SNIPE6位  | 470級7位 SNIPE6位       | 両級、全日本(琵琶湖)出場         |
| 2023年 | 470級4位 SNIPE1位                  |                    | 470級9位 SNIPE2位       | SNIPE、全日本(小戸)出場          |
| 2024年 | 470級1位 SNIPE3位                  |                    | 470級7位 SNIPE4位       | 両級、全日本(江の島)出場         |

ちなみに、「東大ヨット部HP」との記載の齟齬があるのは「東大ヨット部HP」の記載が誤っているためである。
次に1973年以降の全日本インカレの成績を下に記す。記載のない年は両クラス不出場
| 年度   | 全日本インカレ成績 | 全日本インカレ成績 | 全日本インカレ成績 | 開催地   | 備考                                                        |
| ------ | ------------------ | ------------------ | ------------------ | -------- | ----------------------------------------------------------- |
| 年度   | 470級              | スナイプ級         | 総合順位           | 開催地   | 備考                                                        |
| 1973年 | 予選敗退           | 予選敗退           | 予選敗退           | 葉山     | この年からA級に代わり470級が採用された                      |
| 1974年 | -                  | 予選敗退           | -                  | 琵琶湖   |                                                             |
| 1975年 | 10位               | -                  | -                  | 淡輪     |                                                             |
| 1976年 | -                  | 7位                | -                  | 小戸     |                                                             |
| 1977年 | 16位               | 15位               | 9位                | 江の島   |                                                             |
| 1978年 | 8位                | 6位                | 3位                | 津       | 総合入賞                                                    |
| 1980年 | -                  | 11位               | -                  | 西宮     |                                                             |
| 1982年 | 16位               | -                  | -                  | 彦根     |                                                             |
| 1983年 | -                  | 7位                | -                  | 江の島   |                                                             |
| 1984年 | 8位                | 15位               | 10位               | 蒲郡     |                                                             |
| 1985年 | -                  | 7位                | -                  | 江の島   |                                                             |
| 1986年 | -                  | 7位                | -                  | 小戸     |                                                             |
| 1989年 | 17位               | -                  | -                  | 江の島   | 8月から11月へ開催日程が変更                                 |
| 1990年 | -                  | 6位                | -                  | 江の島   | スナイプ級12年ぶり入賞                                      |
| 1991年 | -                  | 7位                | -                  | 淡輪     |                                                             |
| 1992年 | 11位               | -                  | -                  | 琵琶湖   |                                                             |
| 1997年 | -                  | 19位               | -                  | 小戸     |                                                             |
| 2002年 | -                  | 19位               | -                  | 江の島   |                                                             |
| 2005年 | 19位               | -                  | -                  | 江の島   |                                                             |
| 2007年 | 15位               | -                  | -                  | 琵琶湖   |                                                             |
| 2008年 | 14位               | -                  | -                  | 西宮     |                                                             |
| 2017年 | 16位               | 15位               | 12位               | 若狭和田 | 33年ぶりに両クラス出場 470級9年ぶり、スナイプ級15年ぶり出場 |
| 2018年 | -                  | 18位               | -                  | 蒲郡     |                                                             |
| 2019年 | 13位               | 12位               | 12位               | 西宮     |                                                             |
| 2021年 | 18位               | -                  | -                  | 蒲郡     |                                                             |
| 2022年 | 17位               | 5位                | 9位                | 琵琶湖   |                                                             |
| 2023年 | -                  | 14位               | -                  | 小戸     |                                                             |
| 2024年 | 17位               | 9位                | 12位               | 江の島   |                                                             |

- : 不出場、下線 : 入賞、総合順位は両クラス出場時のみ

## 主な艇
- 470級

4829（2022年）
4791 (2021年)
4692（2018年)
4579（2016年）
4452（2012年）
4357（2009年）
4303（2019年、中古）
4301（2007年）
4175
4096
3894
- SNIPE

31494 (2021年、中古)
31418（2017年）
31308（2015年）
30785（2009年）
30736（2021年、中古)
30563（2012年、中古）
30531（2021年、中古）
30072
29604
29279
29220 (中古)
- J24

仰秀VI
- VSR

　　淡青Ⅵ
　　疾風Ⅱ

## LB会
東京大学運動会ヨット部に4年間在籍した選手は引退と共に「LB会」と呼ばれるOB会に所属することになる。現役はこのLB会から主に金銭面で大きな援助を受けることにより、新艇や、新セールを購入することができている。節目の年には基金を積み立てることにより、なにかしら大きな買い物をすることがある。

## 在籍した選手
- 藤原宣夫（元アメリカ三井物産副社長）
- 山田水城（1960年ローマオリンピック (スター級)出場）
- 酒井原良松（1960年ローマオリンピック (スター級)出場）
- 穂積八洲雄（1960年ローマオリンピック (フィン級)出場、バルセロナオリンピック日本セーリングチーム監督）
- 河野博文（(独)石油天然ガス・金属鉱物資源機構理事長、元資源エネルギー庁長官、前日本セーリング連盟会長）
- 酒井朋久（サントリーホールディングス（株）専務取締役）
- 阿部力也（元東京大学大学院工学系研究科技術経営戦略学専攻特任教授）
- 中村隆夫（弁護士、株式会社インフォシーク初代代表取締役社長）
- 川田貴章（内科医、国体・全日本選手権（シーホッパー級）優勝。2度オリンピックキャンペーンに参加）
- 西坂惇之（2019年夏季ユニバーシアード（RS20）出場）

他

## 近年のエピソード
- 2006年、秋の関東インカレ決勝でレース中に470級の船のラダー（舵）が外れ、全日本出場を逃す。
- 2007年、秋の関東インカレ決勝では、全日本出場圏内の7位争いが最終日までもつれ込んだ末に（初日は慶應と2点差の8位、2日目終了時点で慶應に6点リードで、最終的に8点差で逃げ切る）、7位に滑り込む。
- 2008年、秋の関東インカレ決勝初日に、微風のため1レースしか行われなかったこともあり、470級で暫定1位になるも、2日目終了時点で4位、最終的に7位。
- 2010年、秋の関東インカレでは470級で他大学艇に衝突等トラブルに見舞われながらなんとか予選を突破するも、決勝初日に470級の艇のジブハリヤードワイヤー切断、トラッピーズワイヤー落下などのトラブルが相次ぎ、近年で最低の成績となる。
- 2011年、秋の関東インカレ決勝では強風が吹き荒れたために初日しかレースが行われず、初日についた出場圏内の8位までの17点差がそのまま最終成績となる。
- 2020年、秋の関東インカレ決勝では3日間レース期間が予定されていたが、3日間とも台風の影響を受け強風が吹き荒れた。470級は最終日に爆風の中かろうじて2レース行われたが、SNIPE級は予告信号を発したものの強風のため中止、予定日内にレースを消化できない異例の大会となった。SNIPE級は翌週、関東470決勝シリーズと同時開催で強風の中3レースを行い大会を成立させた。
- 2022年、秋の関東インカレ決勝では470級がオープニングレースで3艇中2艇UFDで失格。15位での最下位スタートとなったが、怒涛の追い上げを見せて7位に上昇し全日本進出を果たした。

## 映画
- 東野圭吾原作の『秘密』において、東京大学の所有するSNIPE29279号艇が使用され、広末涼子、伊藤英明が乗船した。
- 『相棒 -劇場版II-』の警視庁副総監長谷川宗男が"東大のセーリング部出身"という設定になっている。